# Инцидент с изнасилованием на Окинаве (1995)
Инцидент с изнасилованием на Окинаве произошёл 4 сентября 1995 года, когда трое американских солдат похитили и изнасиловали 12-летнюю школьницу.

## Преступление
4 сентября 1995 года военнослужащие американской базы «Camp Hansen» Маркус Гилл, Родрик Харп и Кенрих Ледет затащили японскую школьницу в автомобиль, избили и связали её, совершив затем групповое изнасилование. Преступление вызвало масштабные акции протеста жителей Японии против присутствия войск США на острове.
В марте 1996 года Маркус Гилл и Родрик Харп были приговорены к семи годам тюрьмы, а Кенрих Ледет, отрицавший, что он насиловал жертву, получил 6,5 лет. Кроме того, суд обязал их выплатить компенсацию морального вреда семье жертвы. В 2001 году на свободу вышел Ледет, а в 2003 году — Гилл и Харп.

## Прочие преступления
С 1972 года американские военнослужащие на Окинаве совершили 4700 преступлений, в том числе 12 убийств и 110 изнасилований (по состоянию на 1997 год).
В 2002 году сержант ВВС США был приговорён японским судом к тюремному заключению за изнасилование. В 2003 году окружной суд города Наха приговорил к 3,5 годам тюрьмы капрала морской пехоты США, избившего и изнасиловавшего 19-летнюю девушку. В феврале 2008 года американский морской пехотинец был арестован по обвинению в изнасиловании 14-летней девушки в городе Тятан на Окинаве. Происшествие вызвало тревогу местных жителей, учителя велели ходить детям в сопровождении взрослых. МИД Японии и губернатор префектуры Окинава выразили протест американскому правительству.